# Pueblo tumbuka
El pueblo tumbuka (también conocido como batumbuka) es de origen bantú. Tiene comunidades en los valles del río Luangwa y Rukuro, al norte de Malaui; y en los territorios fronterizos con Zambia, Tanzania, así como en Zimbabue. El parque nacional Kasungu suele reconocerse como la cuna del país tumbuka. Hablan el idioma tumbuka. La mayoría de la población se reconoce como cristiana, aunque muchas comunidades mantienen vigentes las creencias tradicionales. Proceden de los Luhanga. No tienen una organización centralizada, tradicionalmente se organizaron en jefaturas independientes.
Hasta el siglo XV tenían un sistema matrilineal que desde comienzos de ese siglo cambiaron por uno patrilineal. Fueron invadidos por los ngoni en 1855. Para algunos investigadores el suceso deterioró la identidad étnica del grupo. Durante la época colonial la intervención colonial europea pacificó por un tiempo la región del país Tumbuka. En el siglo XX cayeron bajo la influencia de la predicación de los misioneros anglo-africanos kamwana del movimiento cristiano Atalaya.
El pueblo tumbuka tiene linajes y clanes conocidos con los nombres fongwe (o fungwa), hewe, kamanga y nthali.

## Idioma
El idioma tumbuka es una lengua bantú hablada en Malaui, Zambia y Tanzania; en su lengua nativa se denomina chiTumbuka. A 2020 se estima que 3.458.000 personas hablan tumbuka. Además de las etnias que se reconocen tumbuka, hablan el idioma el pueblo senga (nsenga) y los tumbuka yombe.

## Territorio

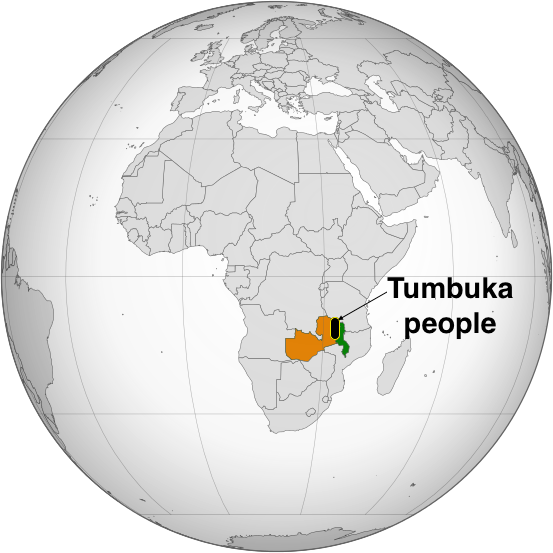
Región geográfica originaria del Pueblo tumbuka

La cultura tumbuka se desarrolla en la región del lago Malaui, y la provincia de Zambezia, Mozambique. Aproximadamente el territorio está  limitado al sur por el río Zambeze, al norte por los ríos Songwe y Rovuma, al oeste por el río Luangwa y al este por el Océano Índico. La parte sur de esta región estaba dominada por el grupo lingüístico de los chewa y sus subgrupos, los manganja del valle inferior de Shire y los nyanja, ubicados en el extremo sur del lago Malaui. Al oeste del territorio chewa vivían los nsenga y al este el grupo lingüístico lolo-makua-lomwe, así como los yao. El área norte del país , ocupado por todas estas etnias, se ubicaba al oeste del lago Malaui, donde la zona periférica de los dominios chewa y tumbuka, estaba al sur del mismo, y el río Songwe, más al norte. Tres familias lingüísticas ocuparon esta área: Tumbuka, Ngonde - Nyakyusa y Sukwa - Lambya - Nyiha.

## Historia

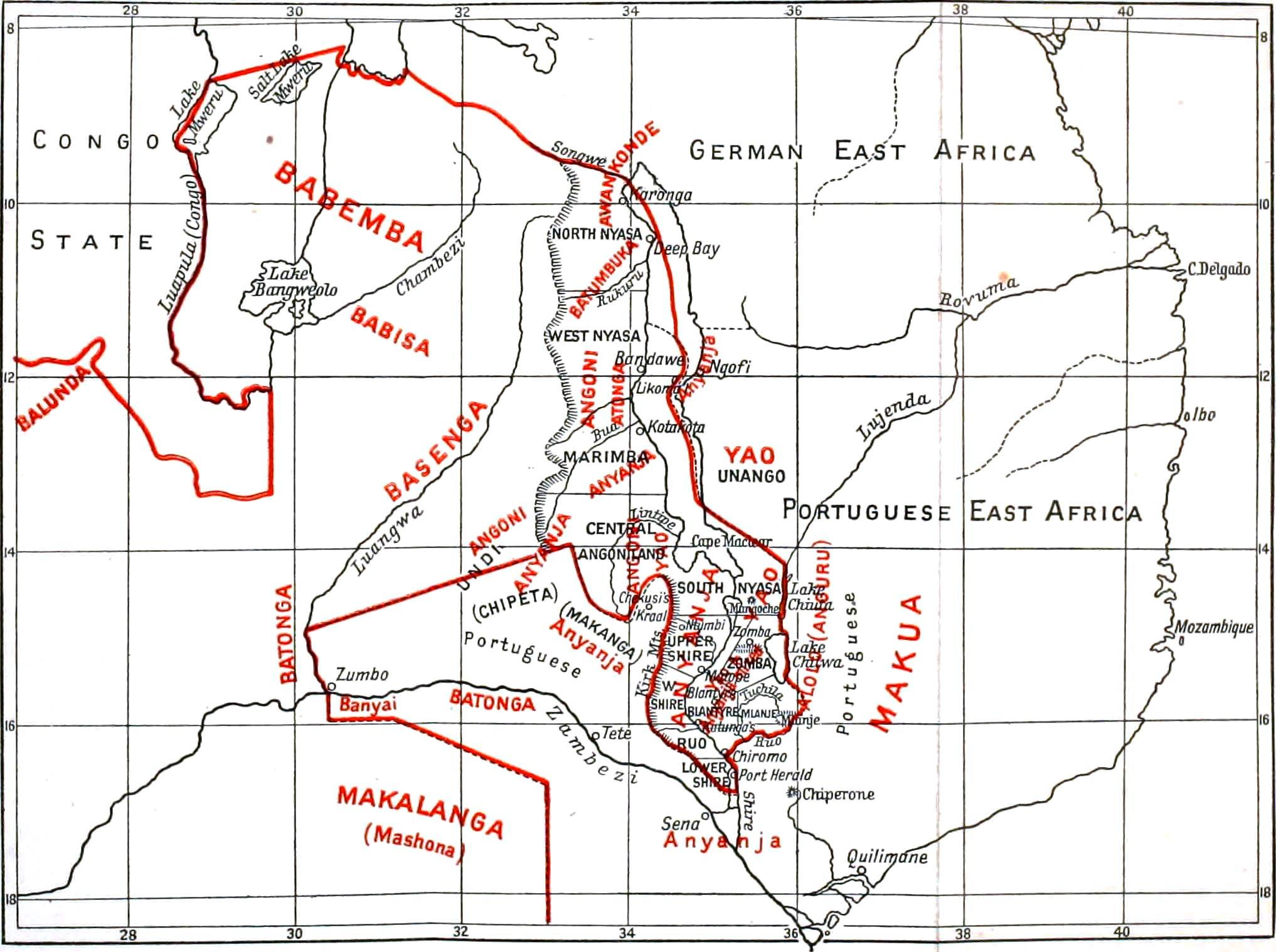
Mapa de África Central Británica de 1906 que muestra la distribución de varios grupos étnicos. El pueblo tumbuka se nombra como Batumbuka y se muestran cerca de la región de África Oriental Alemana en este mapa.

Entre los siglos XV y XVI diversos estudios sostienen que los tumbuka pertenecían al grupo matrilineal de habla bantú central, que se extendía desde el sur del río Zaire, en el oeste hasta el Océano Índico al este. Durante los siglos siguientes, sin embargo, el pueblo tumbuka adoptó el sistema patrilineal. Debe matizarse que en la obra de Gonen se sostiene que los tumbuka mantienen un sistema matrilineal. Junto a los tumbuka, los pueblos ngonde- nyakiusa y el suka‑lambya - nyiha, a su vez, tenían una estructura patrilineal que data de los inicios de su tradición histórica. Hoy en día, la región comprende el este de Zambia, la totalidad de Malaui y el norte de Mozambique.
En el siglo XVI, la población del norte se organizó en pequeños grupos de clanes autónomos, a excepción de los jefes simbowe (llanuras de Karonga) y mbale (montañas de Phoka). Hacia finales de siglo los ngulube fundaron los estados de Lambya, Ngonde, Chifungwe, Sukwa y varias jefaturas nyakiusa. Durante el mismo período, la expansión del reino Maravi dentro de la zona periférica de la cultura tumbuka-chewa llevó al establecimiento de nuevos líderes chewa - en particular los de Kanyeda, Kabunduli, Kaluluma y Chulu, que impusieron su ley a la población de Tumbuka: y así nació el pueblo y la lengua tongana.

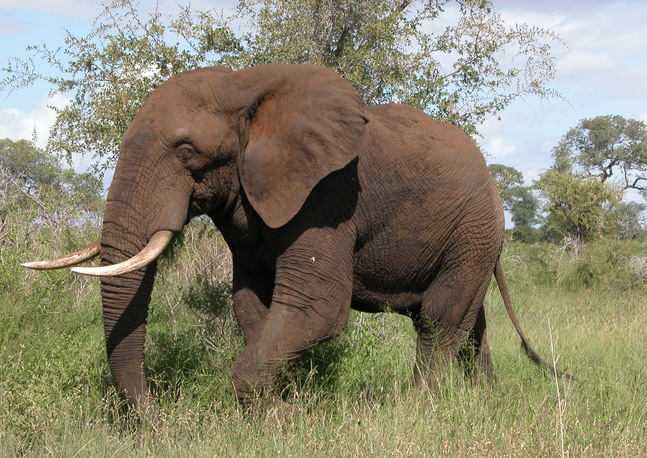
La demanda de marfil desde el norte de Malaui, junto con el tráfico esclavista, devastó al pueblo tumbuka en los siglos y

En el siglo XVIII, el comercio de marfil creció en ambas áreas. El reino maraví comenzó a declinar y el pueblo yao (vinculado al tráfico de esclavos) comenzó a crecer en influencia en la zona. Al mismo tiempo, los comerciantes balowokas, que venían de la región de Nyamwezi se establecieron entre los tumuka. La presencia balowoka generó otro centro de poder y comercio en la región.
Los senga, también se emparentarán con algunos linajes del pueblo tumbuka y de la cultura luba-lunda, que llegaban del oeste. La lengua senga, presente en la Edad Contemporánea en la región del lago de Malaui, usa un idioma próximo al tumbuka y comparten nombres de clanes. Su cultura sirvió de puente durante los siglos XVIII y XIX entre los tumbuka del este con el pueblo bisa al oeste.
El 20 de noviembre de 1835 un grupo de guerreros nguni acompañados de otros pueblos bajo el liderazgo del jefe Zwangendaba cruzaron el río Zambeze y se encaminaron a la orilla oeste del lago Malaui. En ese tránsito fueron enfrentando a las comunidades chewa y tumbunka. El ejército invasor no sólo destruía las comunidades que atacaba, también reclutaba nuevos guerreros, entre ellos tumbuka, que los siguieron en su ruta de saqueos hacia el norte. En el año 1848 muere el jefe Zwangendaba y sus seguidores se dividen en varios grupos a la altura del lago Tanganica. Ahora, bajo una nueva identidad, grupos de guerreros de origen tumbunka se dispersaron con los nguni por el este africano. De allí las huellas tumbunka en el lago Victoria y la costa del Océano Índico.
Existen reportes sobre una revuelta en 1870, organizadas por los pueblos tumbuka, tonga y henga en los territorios ribereños del lago Malaui contra comunidades mbwela-nguni que quisieron asentarse en esas tierras.
La década de 1880 traerá un renacer de la vitalidad del pueblo tumbuka y su cultura en territorios compartidos con los nguni. Este último pueblo adoptará la lengua tumbuka dentro de sus comunidades. Aunque al mismo tiempo, la adopción de la cultura nguni por parte de grupos tumbuka asentados en la periferia, más próximo a estados de mayor concentración nguni sufrieron un proceso inverso. Este proceso de trasvase de tradiciones, lenguas y culturas se dio en toda la región de los lagos entre las distintas comunidades étnicas durante el siglo XIX. Además, este espacio se vio marcado por la llegada al valle de dos nuevas etnias con mayor capacidad bélica y una fuerte identidad cultural, los nguni y los kololo.
El siglo  XIX se caracterizará por un intento, cada vez mayor de control territorial de las fuerzas coloniales francesas, británicas, portuguesas y belgas. Se suceden los derrocamientos de jefes de reinos y clanes – con la caída del sistema político-religioso que sostenían las cortes nativas- para consolidar un tipo de administración más centralizada por las fuerzas de ocupación europeas. Para ello, las potencias colonizadoras asediarán los territorios y sus comunidades con fuerzas de choque “policial”, reclutadas entre mercenarios y pueblos guerreros nativos que pasarán a colaborar con el régimen.
A medida que la presión de las administraciones coloniales aumentaban (siglos XIX y XX), aumentaban las revueltas armadas de los pueblos sometidos. Pero al mismo tiempo se ingeniaban otros actos de resistencia al poder colonial como los éxodos masivos de poblaciones nativas. La estrategia consistía en cruzar las nuevas fronteras coloniales pactadas en 1840 por las potencias europeas, en busca de aquellas que exigían menos impuestos o directamente a territorios carentes de autoridad.

## Religión

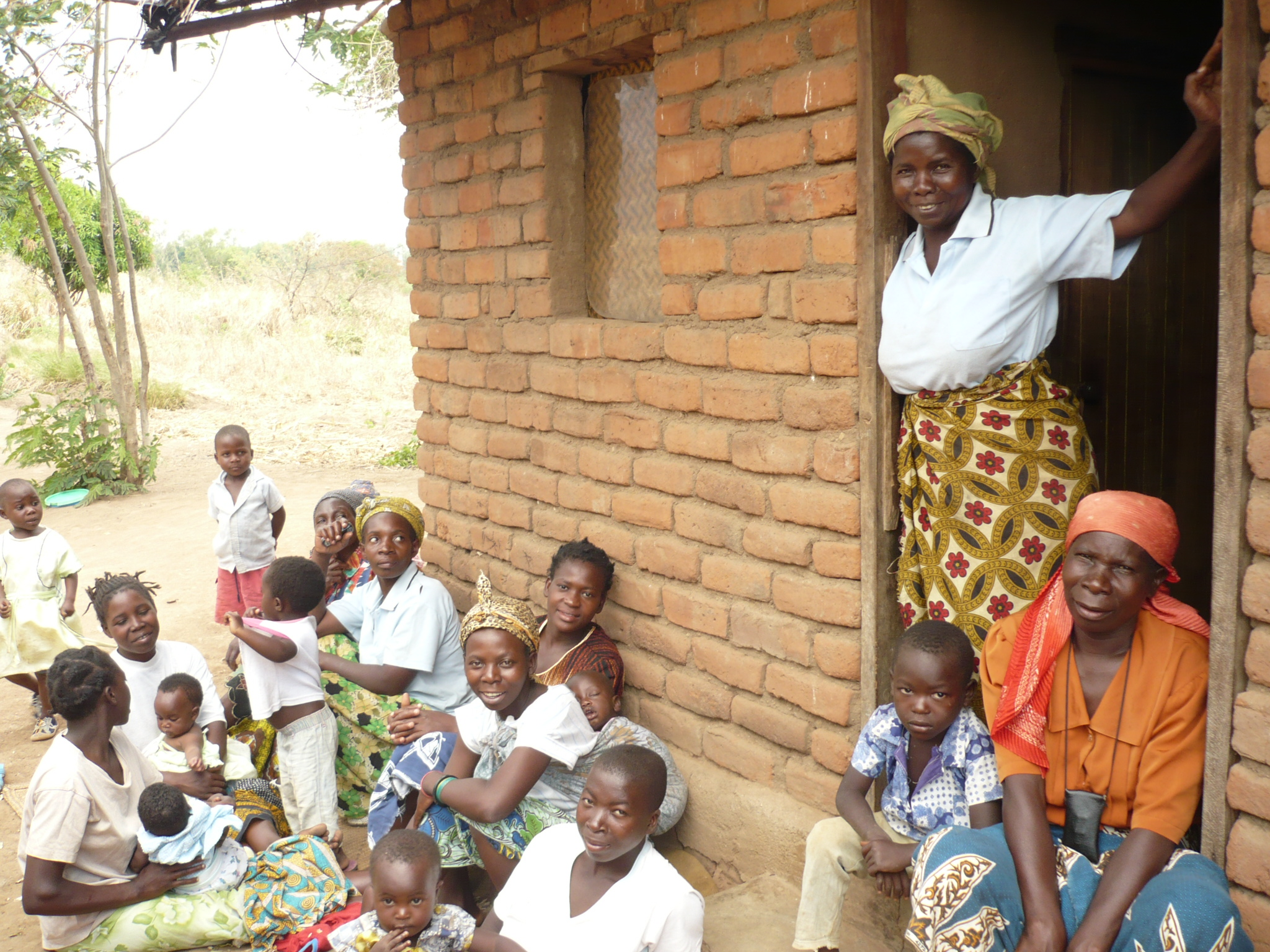
Familia tumbuka (Malaui)

El culto a la lluvia en pueblos agrícolas como los de la región de los lago ocupaba un lugar central en la vida espiritual y material de las comunidades. Los rituales y ceremonias al dios o espíritu que dominaba el ciclo del agua estaban gestionados por una clase sacerdotal y de funcionarios que solo se ocupaban de ello en la vida comunitaria. Los cultos chikha - n’gombe y chisumphe, típicos de tumbuka y chewa, pertenecían a esta categoría. El dios o espíritu de la lluvia de la cultura tumbuka y chewa, era una serpiente. Su figura se asimiló a la potencia o virilidad masculina y por ello, el mito o espíritu tenía consagradas a su favor a varias esposas.
En el siglo XX llegó al pueblo tumbuka la iglesia o movimiento kitawala fundado en la provincia de Katanga. Este movimiento se extiende por África a partir de 1920 y también es conocido como movimiento de la Atalaya. Recibe apoyo de los Testigos de Jehová, la Sociedad Watch Tower, siendo sus líderes el misionero británico Joseph Booth y el misionero Elliot Kamwana, nativo de Nyasalandia. Allí realizará un trabajo de evangelización cristiana pero con un objetivo político anticolonial que animaba a este movimiento religiosos desde su fundación.

## Sociedad

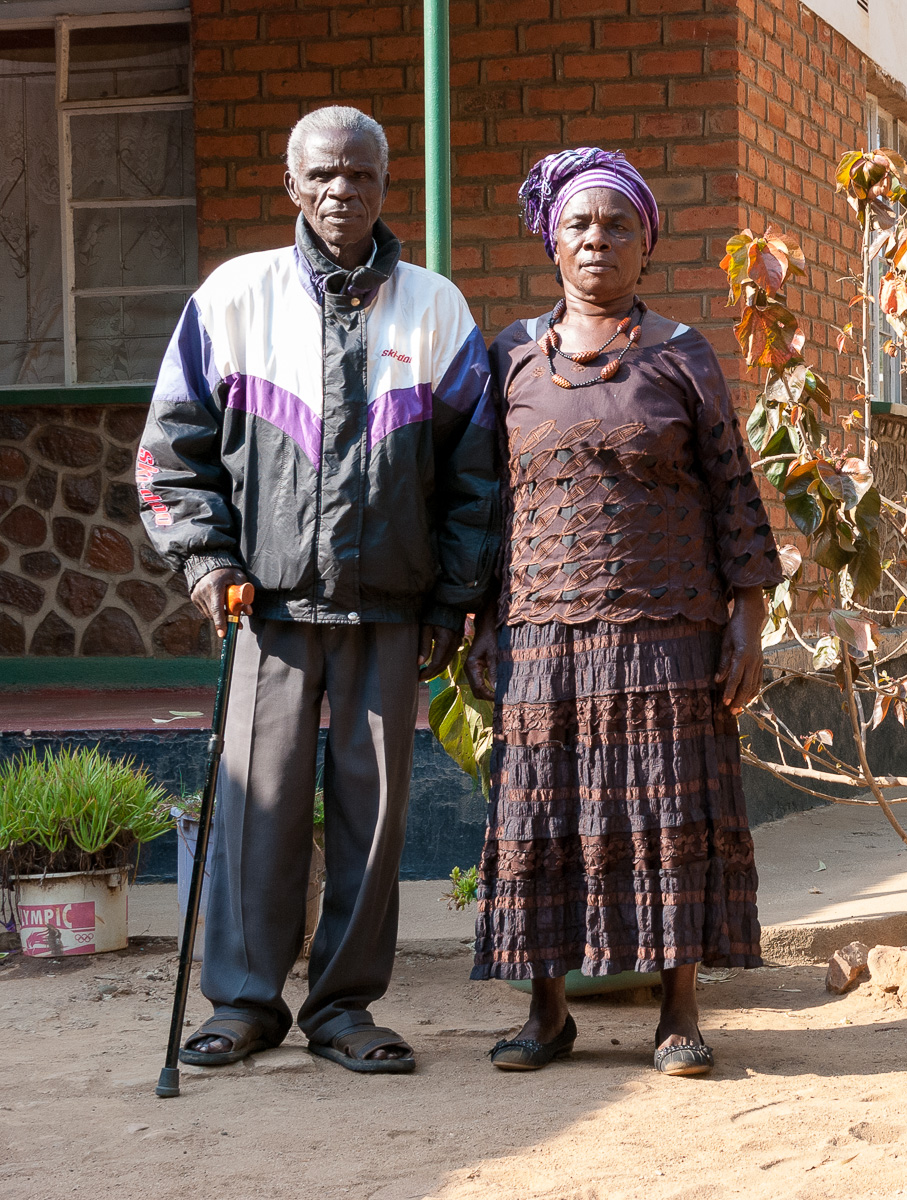
Jefe tumbuka y su mujer cerca de Rumphi (Malaui)

El pueblo tumbuka se organiza con base en una jefatura que desde el siglo XIX la ejerce la dinastía Chikulamayembe. Su reinado tiene sede en Bolero, población situada al occidente del lago Malaui. Su reconocimiento abarca a todas las comunidades tumbuka, independientemente del país donde se asienten.

## Cultura

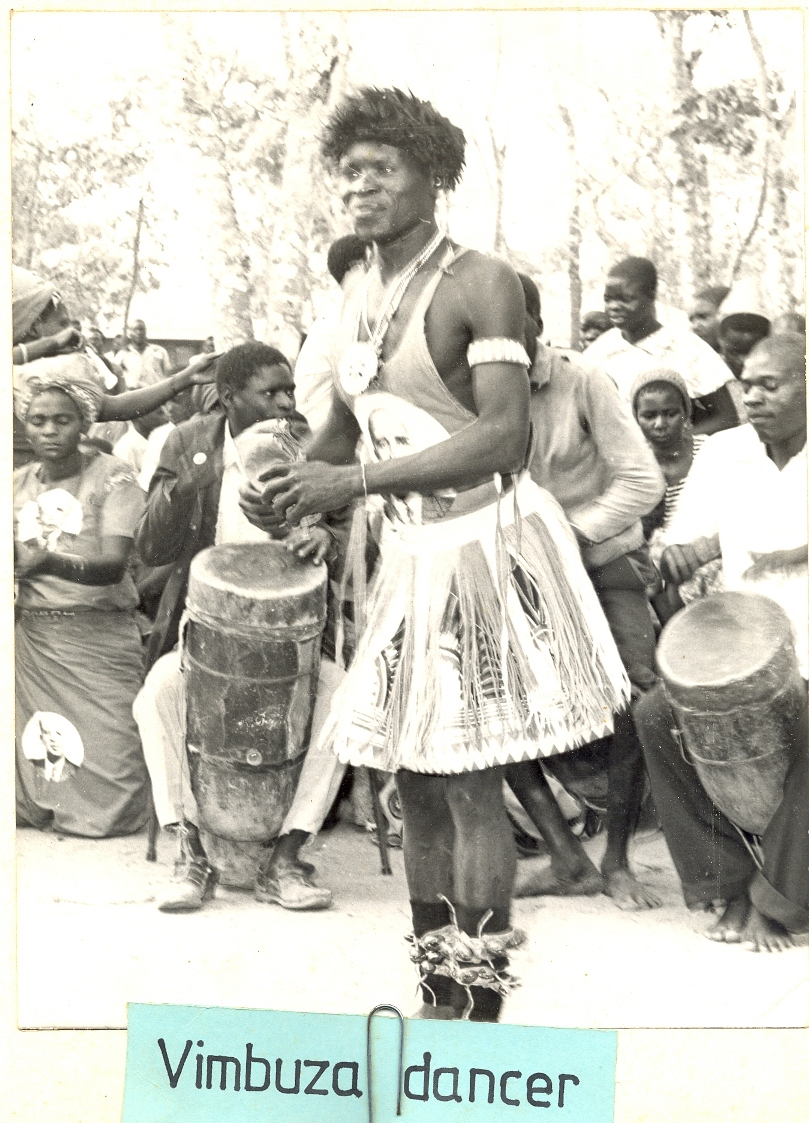
Vimbuza, danza sanativa del pueblo tumbuka.

La danza de sanación conocida como vimbuza forma parte de la tradición del pueblo tumbuka. Fue declarada Patrimonio Cultural Inmaterial de la Humanidad por la Unesco en el año 2005.